# Karl Berg (Erzbischof)

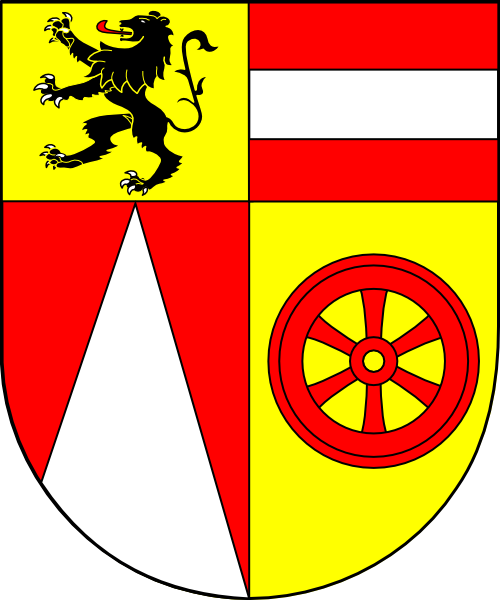
Bischofswappen von Karl Berg

Karl Berg (* 27. Dezember 1908 in Radstadt; † 1. September 1997 in Mattsee) war ein römisch-katholischer Geistlicher und Erzbischof von Salzburg.

## Leben

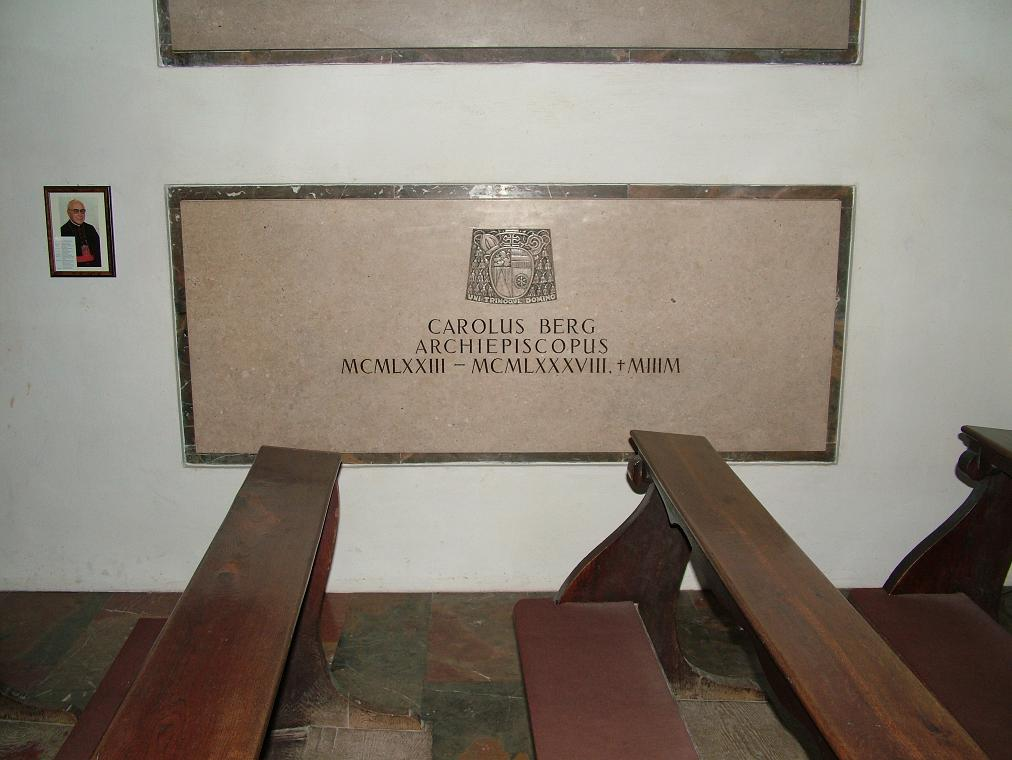
Bergs Grab in der Krypta des Salzburger Doms

Karl Friedrich Berg wurde am 27. Dezember 1908 als Sohn des k.k. Steuerverwalters Josef Berg und der Katharina Berg (geborene Kratochwil) in Radstadt geboren. Seine Eltern hatten am 16. November 1893 in Litovel geheiratet.
Karl Berg maturierte als Salzburger Kapellknabe am Gymnasium Borromäum in Salzburg-Parsch und studierte anschließend Philosophie und Katholische Theologie am Collegium Germanicum in Rom. Berg empfing am 29. Oktober 1933 in Rom die Priesterweihe.
Nach Salzburg zurückgekehrt, wurde Berg zuerst Kaplan in der Bürgerspitalkirche, dann in der Erhardkirche. Darauf folgte die Landpfarre Angath. Später war er Subregens und bald Regens am Priesterseminar in Salzburg. 1969 ernannte ihn Erzbischof Eduard Macheiner zum Generalvikar der Salzburger Erzdiözese.
Am 26. Dezember 1972 wurde er vom Domkapitel zum Erzbischof des Erzbistums Salzburg gewählt. Papst Paul VI. bestätigte die Wahl am 9. Jänner 1973. Die Bischofsweihe am 25. Februar 1973 spendeten ihm Erzbischof Andreas Rohracher sowie die Bischöfe Paulus Rusch und Joseph Köstner. Zum neuen Generalvikar in der Erzdiözese Salzburg ernannte Berg 1973 Jakob Mayr.
1987 verfügte er gemeinsam mit dem Rektor der Kollegienkirche, dass die George-Tabori-Inszenierung von Franz Schmidts Das Buch mit sieben Siegeln – eine Produktion der Salzburger Festspiele in der Kollegienkirche – abgesetzt werden müsse, weil „die dargestellten Handlungen der religiösen Würde“ widersprächen.
1988 nahm Papst Johannes Paul II. das Rücktrittsgesuch Karl Bergs an und bestellte ihn gleichzeitig zum apostolischen Administrator bis zur Weihe seines Nachfolgers Georg Eder. Nach seiner Emeritierung lebte der Alterzbischof zurückgezogen in Mattsee, wo er am 1. September 1997 starb. Er wurde in der Krypta des Salzburger Doms beigesetzt.

## Widmungen
Das Anti-WAA-Wackersdorf-Denkmal der Salzburger Plattform gegen Atomgefahren auf dem Salzburger Mozartplatz ist neben anderen auch Karl Berg gewidmet. Berg hatte sich aktiv am Widerstand gegen die Wiederaufarbeitungsanlage in Bayern beteiligt und hielt sie für ethisch nicht vertretbar.
1983 widmete ihm das Dom- und Metropolitankapitel zu Salzburg eine Festschrift zur Vollendung seines 75. Lebensjahres, zur Feier des goldenen Priesterjubiläums und zum zehnjährigen Wirken als Erzbischof von Salzburg.

## Ehrungen
- 1984 erhielt Berg das Großkreuz des Ehrenzeichens des Landes Salzburg.
- 1989 wurde ihm die Ehrendoktorwürde der Universität Salzburg verliehen.